# Мунчелу (Вранча)
Мунчелу (рум. Muncelu) насеље је у Румунији у округу Вранча у општини Страоане. Oпштина се налази на надморској висини од 385 m.

## Становништво
Према подацима из 2002. године у насељу је живело 1015 становника, од којих су сви румунске националности.